# Арвин (Каліфорнія)
Арвин (англ. Arvin) — місто (англ. city) в США, в окрузі Керн штату Каліфорнія. Населення — 19 495 осіб (2020).

## Географія
Арвин розташований за координатами 35°11′40″ пн. ш. 118°49′50″ зх. д. / 35.19444° пн. ш. 118.83056° зх. д. (35.194361, -118.830569).  За даними Бюро перепису населення США в 2010 році місто мало площу 12,48 км², уся площа — суходіл.

## Демографія
Згідно з переписом 2010 року, у місті мешкали 19 304 особи в 4228 домогосподарствах у складі 3804 родин. Густота населення становила 1547 осіб/км².  Було 4476 помешкань (359/км²).
Расовий склад населення:
| - 53,1 % — білих - 1,2 % — корінних американців - 1,0 % — чорних або афроамериканців - 0,8 % — азіатів - 39,7 % — осіб інших рас |

До двох чи більше рас належало 4,2 %. Частка іспаномовних становила 92,7 % від усіх жителів.
За віковим діапазоном населення розподілялося таким чином: 38,4 % — особи молодші 18 років, 56,5 % — особи у віці 18—64 років, 5,1 % — особи у віці 65 років та старші. Медіана віку мешканця становила 24,0 року. На 100 осіб жіночої статі у місті припадало 108,2 чоловіків;  на 100 жінок у віці від 18 років та старших — 109,5 чоловіків також старших 18 років.
Середній дохід на одне домашнє господарство  становив 43 145 доларів США (медіана — 35 609), а середній дохід на одну сім'ю — 42 568 доларів (медіана — 35 396). Медіана доходів становила 21 498 доларів для чоловіків та 20 706 доларів для жінок. За межею бідності перебувало 29,3 % осіб, у тому числі 38,4 % дітей у віці до 18 років та 14,7 % осіб у віці 65 років та старших.
Цивільне працевлаштоване населення становило 7689 осіб. Основні галузі зайнятості: сільське господарство, лісництво, риболовля — 54,8 %, освіта, охорона здоров'я та соціальна допомога — 10,7 %, роздрібна торгівля — 6,7 %, мистецтво, розваги та відпочинок — 5,4 %.